# Comilla Jagannath Mandir

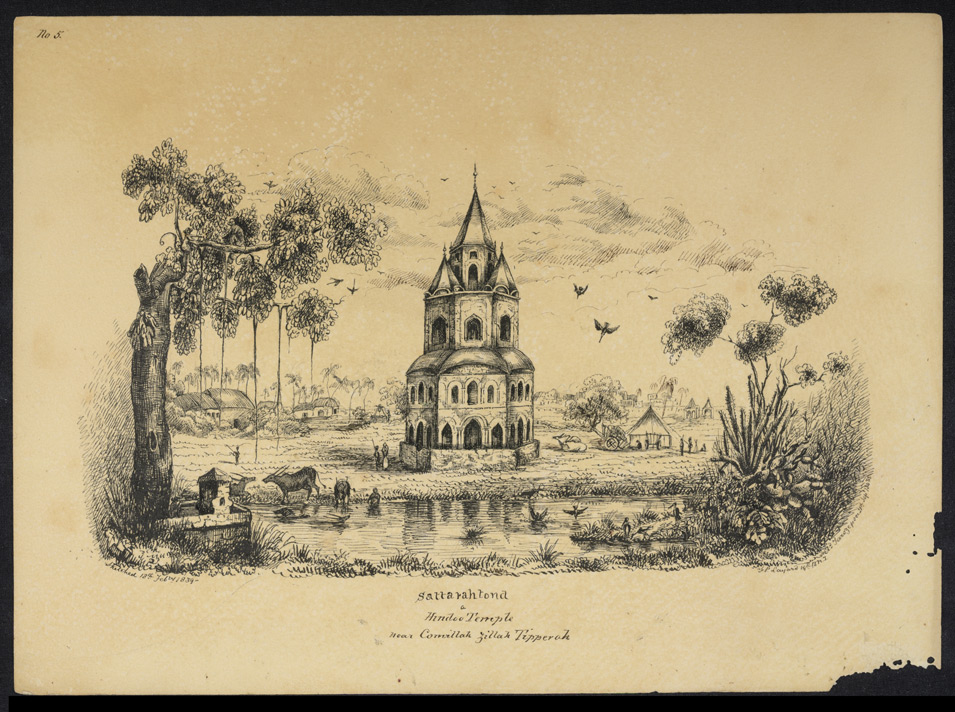
A sketch of The Jagannath temple in 1843

Comilla Jagannath Mandir auch: Comilla Jagannath Temple oder  Sateroratna Mandir (bengalisch কুমিল্লা জগন্নাথ মন্দির, Telugu కొమిల్ల జగన్నాథ్ దేవాలయం; dt.: Siebzehn-Juwelen-Tempel von Kumilla) ist ein hinduistischer Tempel in Comilla, Bangladesch. Er ist dem hinduistischen Gott Jagannath geweiht und geht zurück auf das frühe 18. Jahrhundert, als Ratna Manikya II., der König von Tripura (Tippera, তিপ্রা রাজ্য) den Bau in Auftrag gab. Im Tempel wurden die Gottheiten Jagannath, Balabhadra und Subhadra eingesetzt. Die Götterfiguren stammen aus einem älteren Tempel in Tripura.
Der Jagannath-Tempel ist einer der ältesten Tempel im Distrikt Kumilla. Er liegt zwei km südöstlich vom Stadtzentrum von Kumilla. Die Terrakotta-Ziegel, mit welchen der Tempel erbaut wurde, sind typisch für die Bengalische Tempelarchitektur. Die „Siebzehn Juwelen“ sind die Türmchen, welche ursprünglich als Bekrönung des Bauswerks dienten: acht auf der ersten Etage, acht auf der zweiten Etage und ein weiterer im Zentrum des Bauwerks. Diese Türmchen sind mittlerweile zerstört.